# Луїс Троннір
Луїс Троннір (нім. Louis Tronnier; 21 листопада 1897, Брауншвейг, Німецька імперія — 27 січня 1952, табір військовополонених 5110/48 «Войково», біля Іваново, РРФСР) — німецький воєначальник, генерал-майор вермахту. Кавалер Лицарського хреста Залізного хреста.

## Біографія
6 червня 1915 року вступив  добровольцем в 15-й гусарський полк. Учасник Першої світової війни. В листопаді 1918 року демобілізований. В 1926 році вступив у поліцію. В листопаді 1934 року перейшов у вермахт. 10 листопада 1938 року направлений в 78-й піхотний полк 26-ї піхотної дивізії як викладач військового училища Вінер-Нойштадта. З 22 вересня 1939 року — командир 2-го батальйону 289-го, з 22 вересня 1941 по 14 листопада 1943 року — 70-го піхотного полку. З 16 листопада по 14 грудня 1943 року пройшов курс командира дивізії, після чого був направлений в групу армій «Південь». З 15 січня по 1 березня 1944 року — командир 123-ї, з 10 березня — 62-ї піхотної дивізії, з 13 березня по 20 липня 1944 року — корпусної групи «F», з липня 1944 року — знову 62-ї піхотної дивізії. 25 серпня взятий в полон радянськими військами. Вступив у Національний комітет «Вільна Німеччина». Помер в ув'язненні.

## Нагороди
- Залізний хрест 2-го і 1-го класу
- Почесний хрест ветерана війни з мечами
- Медаль «За вислугу років у Вермахті» 4-го, 3-го і 2-го класу (18 років)
- Застібка до Залізного хреста 2-го і 1-го класу
- Медаль «За Атлантичний вал»[2]
- Німецький хрест в золоті (18 лютого 1942)
- Медаль «За зимову кампанію на Сході 1941/42» (10 серпня 1942)[2]
- Лицарський хрест Залізного хреста (28 листопада 1942)